# Любить кого-то
«Любить кого-то» (англ. Somebody to Love) — фильм режиссёра Александра Рокуэлла, выпущенный в 1994 году. Другое название фильма — «Тот, кто влюблён».

## Сюжет
Мерседес, профессиональная партнёрша в танцах, мечтает стать актрисой, но пока зарабатывает себе на хлеб работой в дешёвом дансинг-баре. В надежде выбиться когда-нибудь в люди она сходится с Гарри, преподносящим себя как уважаемого и узнаваемого актёра, хотя на самом деле давно утратил статус кинозвезды. В Мерседес влюблён и молодой парень Эрнесто, который, правда, не имеет ни навыков в танцах, ни денег, ни славы. Поэтому парень готов на всё, лишь бы это открыло ему путь к сердцу красавицы. Готов даже выполнить заказное убийство для местного мафиози в надежде, что это поможет.

## В ролях
- Рози Перес — Мерседес
- Харви Кейтель — Гарри Гаррельсон
- Майкл ДеЛоренцо — Эрнесто
- Энтони Куинн — Эмилио
- Стив Бушеми — Мики
- Стэнли Туччи — Джордж
- Квентин Тарантино — бармен